# Дерінкую (населений пункт)
Дерінкую - населений пункт у якому розташований вхід до підземного міста Дерінкую. Колишня назва - Малакопія (з грецької Μαλακοπαία)

## Розташування
Населений пункт Дерінкую розташований у регіоні Центральна Анатолія, у провінції Невшехір, на відстані 28 км на південь від міста Невшехір.

## Пам'ятки Дерінкую
- Підземне місто Дерінкую.

- Церква Святого Феодора. Церква розташована на відстані 200 метрів від місця входу до підземного міста. Храм був побудований в 1858 році на прохання християн Малакопії (колишня назва міста Дерінкую) і з дозволу османського султана Абдул-Меджид I [2]. Поруч з храмом стоїть дзвіниця.

## Економіка
У населеному пункті поширений продаж сувенірів: глиняний посуд, кухонне начиння з міді, антикваріат.

## Транспорт
Налагоджено постійне автомобільне сполучення з містом Невшехір.
Облаштована автостанція.

## Галерея

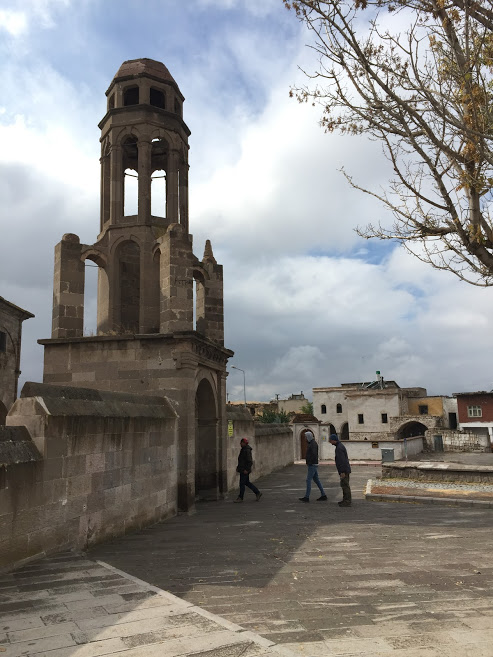
Дернікую. Вхід на територію Церкви Святого Феодора
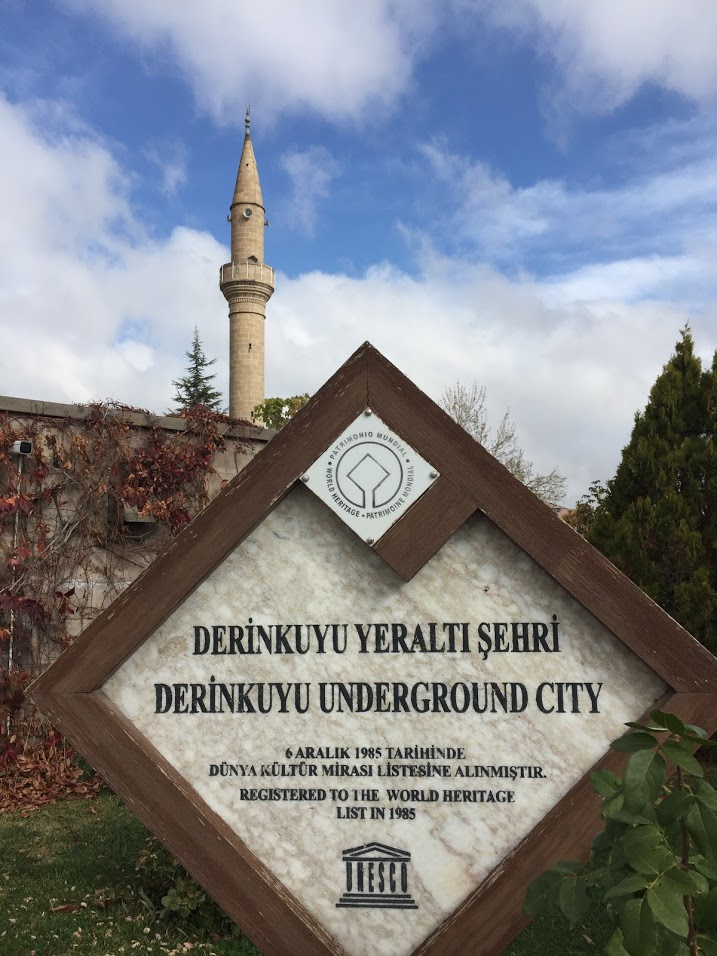
Дерінкую, територія біля входу до підземного міста
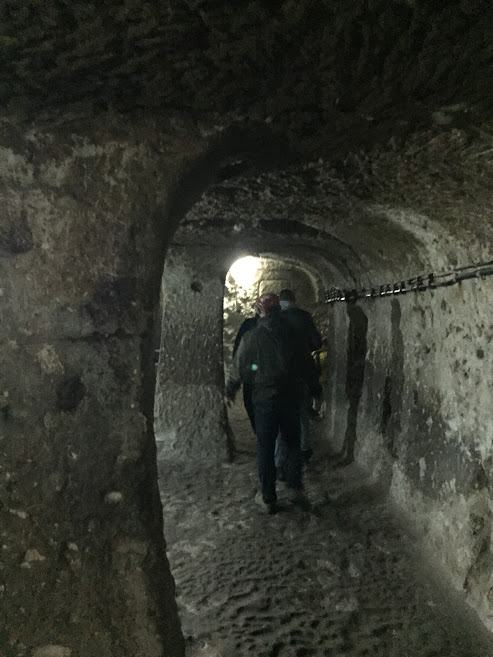
Підземне місто Дерінкую
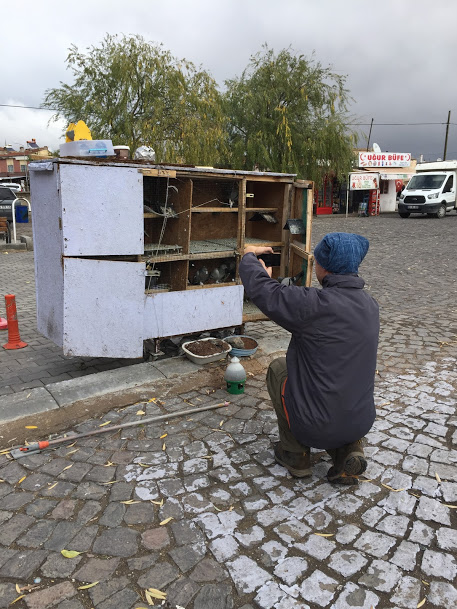
Годівниця для голубів на автостанції у Дернікую
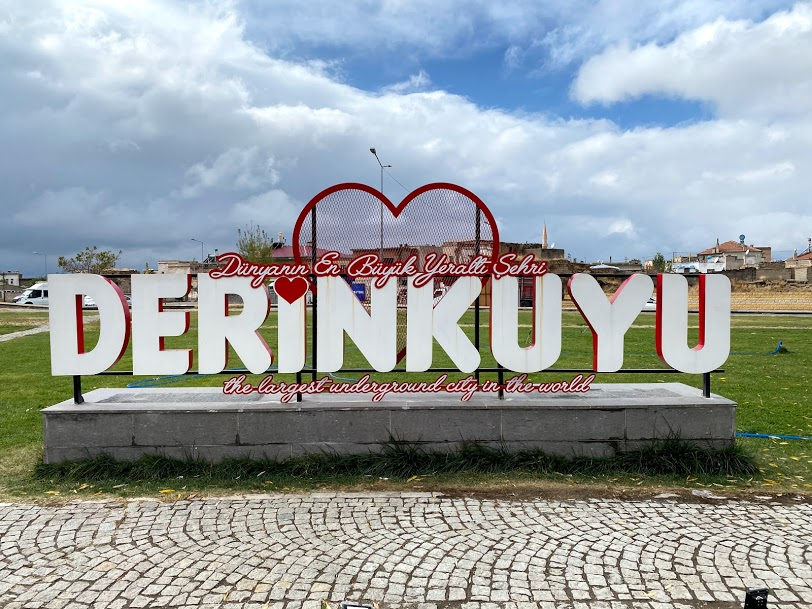
Дерінкую. Локація для фото на згадку